# 園基建
園 基建（その もとたけ、1896年（明治29年）7月30日 - 1922年（大正11年）9月29日）は、日本の華道家。園家の第25代当主。青山流第25代家元。叔母は明治天皇の典侍の園祥子。東京都出身。

## 生涯
東京都出身。伯爵・園基資とその妻で松浦詮の養女・益子の長男として生まれる。
園家の家督を継ぎ華道の青山流第25代家元に就任した。私生活では久我通久の娘である久我富久子と結婚し長男に園基久がいる。
1922年（大正11年）、死去。

## 系譜
- 叔母：園祥子
- 叔父：細川利文
- 叔父：園周次
- 父親：園基資
- 母親：松浦益子 - 松浦詮の養女、松浦敬の次女。
- 妻：久我富久子 - 久我通久と中村萬子の娘。
  - 長男：園基久